# Nyctophilus major
Nyctophilus major (Peters, 1860) è un pipistrello della famiglia dei Vespertilionidi endemico dell'Australia.

## Descrizione

### Dimensioni
Pipistrello di piccole dimensioni, con la lunghezza della testa e del corpo di 65 mm, la lunghezza dell'avambraccio tra 39,3 e 48,4 mm, la lunghezza della coda di 40 mm, la lunghezza delle orecchie tra 21,5 e 28,6 mm e un peso fino a 16,5 g.

### Aspetto
La pelliccia è corta e densa. Le parti dorsali sono bruno-grigiastre scure, mentre le parti ventrali sono più chiare. Il muso è tronco, con un disco carnoso all'estremità dove si aprono le narici e dietro al quale è presente un rigonfiamento poco sviluppato, ricoperto di peli e attraversato longitudinalmente da un solco superficiale. Gli occhi sono piccoli. Le orecchie sono lunghe, larghe ed unite sulla fronte da una membrana cutanea. Le ali sono attaccate posteriormente alla base delle dita dei piedi, L'estremità della lunga coda si estende leggermente oltre l'ampio uropatagio.

## Biologia

### Comportamento
Si rifugia in singolarmente o a coppie nelle cavità degli alberi.

### Alimentazione
Si nutre di insetti catturati al suolo o talvolta in volo.

### Riproduzione
Danno alla luce due piccoli alla volta l'anno.

## Distribuzione e habitat
Questa specie è diffusa nell'Australia sud-occidentale.
Vive nelle foreste secche di sclerofille.

## Tassonomia
Sono state riconosciute 2 sottospecie:
- N.m.major: Australia occidentale sud-occidentale.
- N.m.tor (Parnaby, 2009): coste meridionali dell'Australia occidentale e Australia meridionale.

## Conservazione
Questa specie, essendo stata scoperta solo recentemente, non è stata sottoposta ancora a nessun criterio di conservazione.